# 미크란테뭄속
미크란테뭄속은 외풀과에 속하는 수생식물의 속이다. 쿠바 펄과 펄그라스를 비롯한 29가지 종으로 이뤄져 있으며 이 중 쿠바펄은 비소와 카드뮴에 대한 정화 능력을 보인다. 물에 잠긴 상태로 자라는 수생식물로서 아쿠아리움을 꾸미는 데 사용되는 식물군이기도 하다.